# The New Republic
The New Republic er et amerikansk politisk venstreorienteret magasin, der udgives hver anden uge (frem til marts 2007 ugentlig), med et oplag på mellem 40 000 og 65 000. Det blev grundlagt i 1914. I 1975 blev det købt af Harvard-professoren Martin Peretz. Den nuværende redaktør for tidsskiftet er Franklin Foer.
I 1998 blev det opdaget at en af magasinets medarbejdere, Stephen Glass, havde skrevet en række artikler med falske kilder og om fiktive hændelser; dette er tema for filmen Shattered Glass fra 2003.
Tidsskriftets oplag har i senere år gået betydeligt tilbage. Dette er blevet forklaret både med Glass-skandalen og også med at tidsskriftet er gået ind for amerikanske krige i udlandet.